# Kurahatti Hosur, Kollegal
Kurahatti Hosur là một làng thuộc tehsil Kollegal, huyện Chamarajanagar, bang Karnataka, Ấn Độ.